# ビジネスモデル特許
ビジネスモデル特許（ビジネスモデルとっきょ）は、広義では、ビジネス方法（ビジネスモデル）に係る発明に与えられる特許全般を指すが、一般にはより狭義の、コンピュータ・ソフトウエアを使ったビジネス方法に係る発明に与えられる特許という意味で用いられる。

## 名称
米国では1980年代から"Business method patent"が存在しており、これが日本では「ビジネスモデル特許」と呼ばれるようになった。
ビジネス方法に係る発明は「ビジネス関連発明」または「ビジネスモデルに関する発明」等と呼ばれ、それに与えられる特許は、「ビジネスモデル特許」、「ビジネス方法特許」または「ビジネスの方法に関する特許」等とも呼ばれる。以下、本項においてはそれぞれを「ビジネス関連発明」、「ビジネス方法特許」という。
日本の特許庁では本対象を表すのに便宜上「ビジネス方法の特許」という固有の名称を用いているが、他と区別して特別に扱われる特許が存在する訳ではなく、ビジネス関連発明に与えられる通常の特許と何ら変わらないものであり、ビジネス方法に特別な種類の保護を与える法制度も存在しない。
ビジネス関連発明は、国際特許分類 (IPC) でG06Q、米国特許分類（USC）で705に分類されることが多い。

## 歴史
1998年7月の米国でのステートストリートバンク事件の判決において「ビジネス方法であるからといって直ちに特許にならないとは言えない」ことが判示された。これにより、ビジネス方法であっても特許となりうることが明確になり、さらには純粋なビジネス方法でも特許になるとの誤解が生まれたことから、米国でビジネス関連発明の出願が急増した。日本においても、この事件の動向に関する報道により、米国に若干遅れて、1999年には約4,100件だったこの分野の出願が2000年には約5倍の約19,600件になるほどの出願の急増を招いた。当時は、ビジネス関連発明に対する各国特許庁の体制が充分に整えられておらず、ビジネス方法発明の特許出願に対する審査基準が明確に示されなかったことや、特に米国でありふれたビジネス方法に特許が付与された例があったこと等が、無制限な出願に拍車をかけた。
新規申請ではなく、過去に出願した特許を、多少、強引に解釈して、特許を使っていると主張する試みも行われ（サブマリン特許）、ハイパーリンク、JPEGフォーマット、ダイアログメッセージ等に関して特許主張が行われた。
余波として
- トヨタのカンバン方式の特許のように「他社の使用を制限する意思は無いが他社に出願される前に特許を取った」と、とりあえず特許を取る
- ユニシスの特許主張で、それまで自由に使用できたGIFフォーマットが使えなくなった。
- コナミのように商標を闇雲に申請する会社
- ドメインネームを使う意思も無いのに押さえる

など、特許、商標といった早い者勝ちの世界で混乱を招いた。
2000年以降になると、各国特許庁における審査体制が徐々に整備されるとともに、一般にも純粋なビジネス方法が特許になるわけではないことが認識されるようになった。日本の特許庁の統計によると、ブーム期のビジネス関連発明の拒絶査定率は約92%に達し、出願の多くは特許として成立しなかった。また、米国特許庁においても、審査の厳格化により、ビジネス関連発明の特許率は20%弱にまで低下してきている。
日本の特許庁は、「ビジネス関連発明に対する審査状況をみると、特許になる割合が他の分野に比べて極めて低い状況が続いており、2003年-2005年では8%前後に留まっています。・・・これらのとおり、ビジネス関連発明においては、審査・審判を通じて権利化される出願の比率がきわめて低い状況が続いていることから、今後は審査請求の必要性を慎重に吟味することが望まれます。」とコメントしている。
このような状況の変化を受け、ビジネス関連発明の大量出願のブームは沈静化しているが、現在でも、一定量の出願が行われている。特に、デジタルコンテンツ取引、広告、マーケティングに関連する分野の出願の割合は伸びている。

### 年表[8]
- 1908年：米国でホテル・セキュリティー事件が起きた[9][10]。
- 1983年：米メリルリンチ判決によって、ビジネスメソッドが特許になることが示された。
- 1994年：米国特許庁が審査ガイドラインを改訂し、ビジネスメソッド特許を加えた。
- 1995年：日本で、富士銀行や第一勧業銀行等の金融機関が、シティバンク銀行の「電子マネー特許」広告に異議申し立てを行い、特許庁が異議を認めて特許としない「拒絶審査」を下した。
- 1996年：米国特許庁が審査ガイドラインを改訂し、ビジネスメソッド特許に特別の基準を設けないと明記した。
- 1998年7月：ステートストリート事件判決によって、米国で「ビジネス方法を除外する原則」が崩壊し、ビジネスメソッド特許が法的に認められた。
- 1998年8月：プライスラインドットコム社の「逆オークション特許」が成立した。
- 1999年1月：シティバンク、エヌ・エイ社が日本の特許庁に対して「電子マネー特許」に関する拒絶査定不服審判を申し立てた。
- 1999年4月：米国特許庁が、AT&T社の長距離電話サービスシステムに関するビジネスメソッド特許を認めた。
- 1999年10月：逆オークション特許を侵害しているとして、プライスラインドットコム社がマイクロソフト社とエクスペディア社を訴えた。
- 1999年10月：ワンクリック特許を侵害しているとして、Amazon.com社がバーンズ・アンド・ノーブル社を訴えた。（1999年12月、シアトル地裁判決によりAmazon社が勝訴）
- 1999年11月：ショッピングカート特許を侵害しているとして、ジュリエット・ハリントンがYahoo!社を訴えた。
- 1999年11月：ユーザーターゲッティング方式のバナー広告に関する特許を侵害しているとして、ダブルクリック社がL90社を訴えた。
- 1999年11月：米国特許法を改正し、ビジネスメソッドに対する先発明者権を認めた。
- 1999年12月：日本の特許庁がシティバンク、エヌ・エイ社の「電子マネー特許」を特許として認めた。
- 1999年12月：日本の特許庁が「ビジネス関連発明における審査の取り扱いについて」を発表した。
- 2000年1月：ビジネスメソッド特許を侵害しているとして、米国でアラン・コンラッドが製造業など計39社を相手に提訴した。
- 2000年1月：住友銀行が仮想口座を使った決済サービスで、日本での日本企業による最初のビジネスモデル特許を取得した。
- 2000年4月：米国でIS社がプロバイダ50社に対して、電子メールに関する特許侵害に関する警告を発した。
- 2000年10月：日本の特許庁が「ビジネス方法の特許について」を発表した。

## 実例

### オープン・マーケット・ショッピングカート
特許概要
- 「ネットワーク販売システム」
- 1998年2月3日、米国で登録
- オープン・マーケット・インコーポレーテッド

消費者は、インターネット・サイト上の仮想スーパーマーケット、または仮想商店街において、購入希望の物品を必要なだけショッピングカートに入れていく。購入のための手続きは、個別の商品ごとではなく総額として最後に1度だけ行う。インターネットが広がりを見せ始めた黎明期には個人の特定にリスクが伴い、認証などに工夫が求められた。2012年現在では、インターネット上のほぼ全てのショッピングモールで同様の方式が採用されている。

### 逆オークション
特許概要
- 「買い手主導の条件付き購入の申し出を促進するために設計された、暗号により援助された商業ネットワークシステムのための装置および方法」
- 1998年8月11日、米国で登録
- ウォーカー・アセット・マネジメント・アセット・リミテッド・パートナーズ

元々は航空会社が空席を減らすために考案された。消費者は、プライスラインドットコム社が運営するインターネットの仲介サイトで航空チケットの購入希望条件（ルート・日時・クラスなど）を入力し、各航空会社はプライスラインドットコム社から受けた条件に応じて価格を提示する。プライスラインドットコム社はサイト上で、消費者へ最も安い航空チケットの販売を仲介する。消費者は、航空チケットの価格問い合わせ時にクレジットカード情報が求められるため、購入意思の高い者であり、その後の購入手続きも迅速・確実が期待できる。
プライスラインドットコム社の本方式による航空チケット販売サイトには、全米のほとんどの航空会社が参加している。また、プライスラインドットコム社は、航空チケットだけにとどまらず、ホテル、レンタカー、生活雑貨の販売仲介まで広く採用している。

### ワンクリック
特許概要
- 「通信ネットワークを介した購入注文を申し込むための方法およびシステム」
- 1999年9月28日、米国で登録
- Amazon.com

消費者がインターネット上で購買取引を行う場合に、住所や電話番号といった連絡先やクレジットカード番号などを1度ユーザー登録すれば、2度目の購買時からはユーザーIDの入力だけで煩雑な再入力が省ける。
Amazon社が本ビジネスメソッド登録を申請した当時は、インターネット画面を通じた電子情報だけで購入申込みと支払い手続きを済ませる手法に、多くの企業が信頼性に不安を持っていた。また、顧客に対して必要な情報を毎回繰り返し入力を求めることで、顧客も安心すると考えていた。
Amazon社は書籍などの比較的安価な物品を顧客に何度も継続して購入してもらうことが良いと考え、必要な登録手続きを最初の1度だけで済ませることにした。インターネットを用いた購買が普及すると、このような簡便な方法が標準となった。

## ビジネス方法特許の特許性の判断基準
発明が特許になるかどうかの判断（特許性の判断）は、特許法に基づいて行われる。特許法においては、特にビジネス方法特許のために設けられた規定はないが、コンピュータ・ソフトウエアが利用されるようになる以前から、ビジネス方法に関して発明の成立性等を論点とした裁判例や特許庁における審決が蓄積されている。また、特許庁では、審査における特許性の判断基準を明確にするために、特許・実用新案審査基準を作成しているが、発明の成立性等の基準については、上記の裁判例等を踏まえたものとなっている。
たとえば、発明の成立性の例については、審決取消請求事件（平成17年（行ケ）第10698号 平成18年09月26日）知的財産高等裁判所において、『本願発明の「ポイント管理方法」として，コンピュータを使ったものが想定されるものの，ソフトウエアがコンピュータに読み込まれることにより，ソフトウエアとハードウエア資源とが協働した具体的手段によって，使用目的に応じた情報の演算又は加工を実現することにより，使用目的に応じた特有の情報処理装置の動作方法を把握し得るだけの記載はない』として、審査基準に照らしても、自然法則を利用した
技術的思想の創作であるとは認められないと判断された。
また、一般会計の貸借対照表に関する実用新案権侵害差止等請求事件（平成14年(ワ)第5502号）東京地方裁判所平成15年1月20日判決においては、『上記本件考案は，専ら，一定の経済法則ないし会計法則を利用した人間の精神活動そのものを対象とする創作であり，自然法則を利用した創作ということはできない』として、本質的な考案の特徴部分に自然法則に基づく技術的な構成が含まれていないから、実用新案権は成立せず、差止請求の権利行使を認めないと判断された。
同様の例として、特許3023658号（婚礼引き出物の贈呈方法）は、平成13年4月18日に特許庁審判部において取消決定がなされ、同6月11日に権利が消滅している。
2000年には、「特定技術分野の審査基準」として「コンピュータ・ソフトウエア関連発明」についての審査基準が加えられた。今日問題となっているビジネス方法特許は、ビジネス方法をコンピュータ・ソフトウエアによってシステム化した発明に関するものであるから、その審査は、通常の審査基準とこの「コンピュータ・ソフトウエア関連発明」についての基準に則って行われると考えてよい。この基準では、取引の形態や、商取引の方法など、ビジネスの手法のみに主眼が置かれ、コンピュータ・ソフトウエアなどの技術的な部分に特徴がないものは、発明の要件を満たさないとされている。基準の詳細については、ソフトウェア特許参照。

## ビジネス方法特許が無効とされた例
コンピュータを利用した狭義でのビジネス方法特許についての裁判例は数少ない。日本航空が全日本空輸を訴えたことで話題になった特許第3179409号・特許第3400447号（チケット予約システム）の侵害訴訟は、無効審判により権利範囲が狭まったことが原因で、日本航空が損害賠償請求を放棄するに至った。
このように、ビジネス関連発明において特許が取り消されたり、無効審判の過程で権利が減縮されるのは、従来の技術が特許文献や学術論文といった形で存在しておらず、審査終了後に当事者等によって新たにカタログ等の資料が提出され判断が覆ることが最大の原因である。このため、三極特許庁の共同研究でも指摘されているように、特許庁には審査資料の充実等が求められるとともに、関係企業や一般公衆には、米国において盛んに行われているように、審査資料を提出すること等で、より適切な判断がされるように寄与することが求められている。
なお、一部では特許庁が付与した特許が無効審判において高い確率で無効とされることが問題視されている。しかしながら、年間に約10万件の特許が成立するのに対して、そのうち無効審判が請求されるのはわずかに数百件程度であって（これに対して、拒絶査定に対する不服審判は、年間2万件以上提起されている。）、実際には多くの特許が無効になっているとは言いにくい。

ステートストリートバンク事件で脚光を浴びた「ハブ及びスポーク金融サービス構成のためのデータ処理システム」（通称「ハブ・アンド・スポーク事件」）は、日本にも特願平4-507889号として出願されていた。しかし、平成13年に拒絶査定され、平成16年8月に拒絶査定不服審判事件において特許を受けることが出来ない旨の審決がなされた。これによって、大きな反響を呼んだビジネスモデル特許は、日本においては特許になることはなかった。

## ビジネスモデル特許と競争政策
ビジネス方法等の新たな分野においては広範な特許が付与されることが多いが、このような広範な特許が付与されると、その分野の産業の健全な発展が妨げられる可能性がある。「公正取引委員会では、このような特許について、独占禁止法上問題となる行為には、厳正な対処が必要であるとの見解を示している。

## 参考図書
- 岩崎博充・BMP戦略研究会、『ビジネス特許の基本と仕組み』、秀和システム、2001年10月1日第1版第1刷発行、ISBN 4798001465